# Protonuraghe Izzana
Die Protonuraghe Izzana ist die größte Nuraghe der Region Gallura im Nordosten von Sardinien. Sie liegt in der Provinz Nord-Est Sardegna bei Aggius im Vale della Luna (Mondtal). Protonuraghen (auch Korridor- oder Pseudonuraghen, italienisch Nuraghe a corridoio) sind die Vor- oder Frühform der klassischen Turmbauten oder Tholosnuraghen (italienisch Nuraghe a tholos) der bronzezeitlichen Nuraghenkulturen Sardiniens. Der sehr komplexe Protonuraghe hat unterschiedliche typologische Merkmale. Er ist eine Mischform zwischen einem archaischen Korridornuraghen, dessen Grundriss beim Raum- und Gangsystem unregelmäßig ist, und einem Kuppelnuraghen. Seine abgelegene Lage trug wesentlich dazu bei, dass er weitgehend erhalten blieb. Die Nuraghe ist aus Granit gebaut.
Die Tradition der Korridornuraghen reicht in die vornuraghische Kupferzeit zurück. An den S'Ulivera und Su Mulinu wird deutlich, dass eine Tholos auf einen ehemaligen Korridornuraghen aufgesetzt wurde. Eine solche Schlussfolgerung lässt die Nuraghe Izzana nicht zu. Der dezentral gelegene Turm ist eine intakte Tholos.

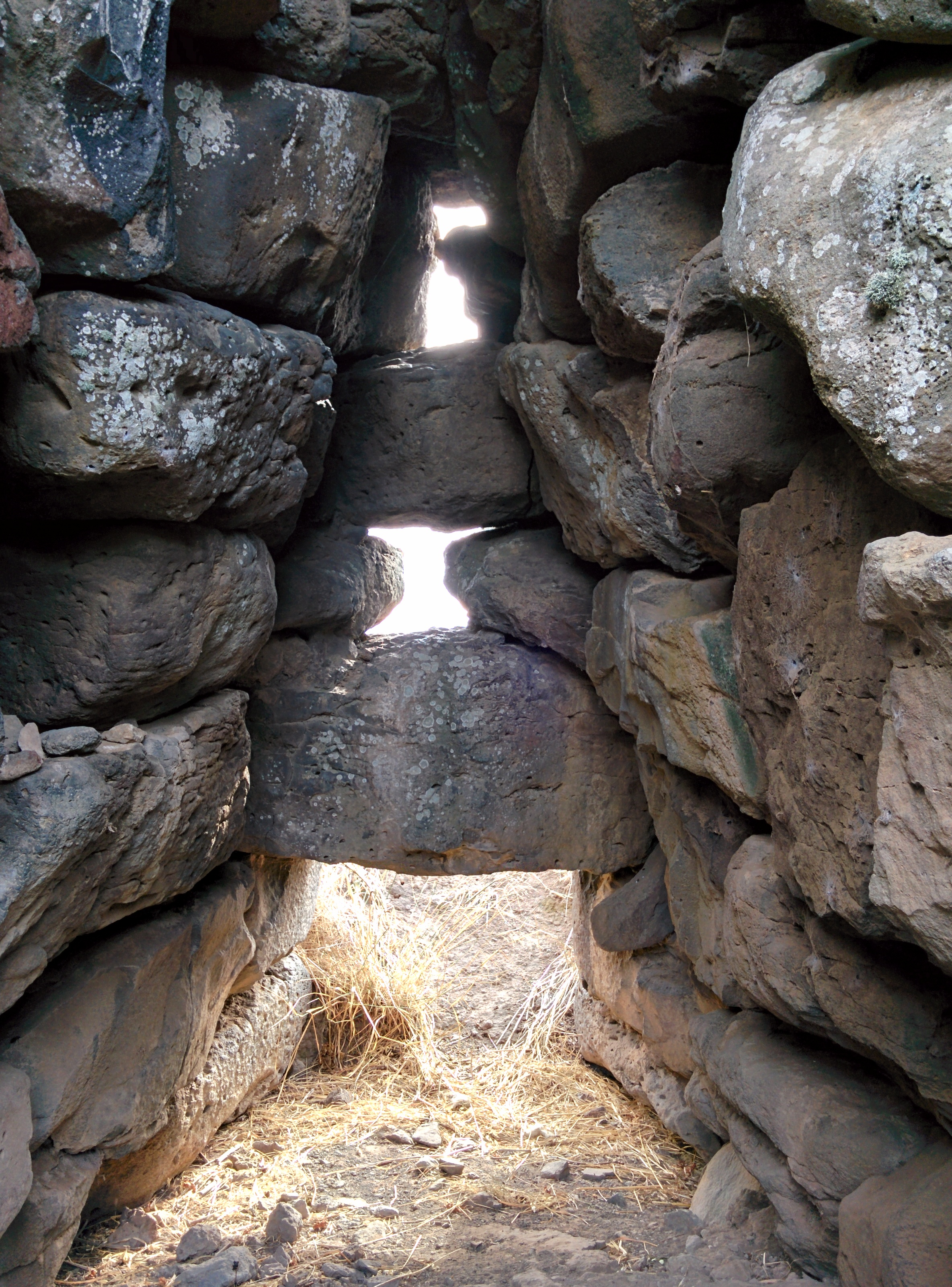
Typ einer Entlastungsöffnung

Die Anlage ist dreieckig bis herzförmig mit abgerundeten Ecken und drei Zugängen. Die Architrave der Zugänge sind Monolithe. Das Mauerwerk besitzt keine Lücke im Mauerverband (Entlastungsöffnung), um den bruchgefährdeten Sturz vom Druck der darüber liegenden Steinmassen zu entlasten. Die Nebenräume und Nischen, die auf unterschiedlichen Höhen liegen, sind beschädigt, aber durch interne, nur teilweise eingestürzte Korridore zugänglich. Anders als in den meisten Kuppelnuraghen sind die Korridore oben nicht spitzbogig, sondern flach mit Steinplatten gedeckt.

## Zeitstellung
Die etwa 300 Protonuraghen auf Sardinien entstanden während der Phase B der zweiphasigen Bonnanaro-Kultur, die als Nachfolger der sowohl megalithischen als auch kupferzeitlichen Monte-Claro-Kultur etwa zwischen 1800 und 1500 v. Chr. herrschte.